# Turnianska Nová Ves
Turnianska Nová Ves és un poble i municipi d'Eslovàquia. Es troba a la regió de Košice, a l'est del país.

## Història
La primera referència escrita de la vila data del 1406.

## Demografia
| Godina             | 1994 | 2004   | 2014   | 2024    |
| ------------------ | ---- | ------ | ------ | ------- |
| Nombre de persones | 374  | 367    | 345    | 291     |
| Diferència         |      | −1,87% | −5,99% | −15,65% |

| Godina             | 2023 | 2024   |
| ------------------ | ---- | ------ |
| Nombre de persones | 299  | 291    |
| Diferència         |      | −2,67% |